# Zastava Sejšela
Zastava Sejšela je usvojena 18. lipnja 1996. Nakrivljene trake simboliziraju novu dinamičnu državu koja ide u budućnost. Plava boja predstavlja nebo i more što okružuju Sejšele. Žuta stoji radi sunca koje daje svjetlost i život, a crvena narod i njegovu odlučnost da budućnost gradi u jedinstvu i ljubavi. Bijela predstavlja socijalnu pravdu i harmoniju. Zelena je tu radi zemlje i prirodnog okruženja.
Prvobitna zastava proglašena je pri neovisnosti 29. lipnja 1966. Godine 1977., kad predsjednik France-Albert René svrgava Jamesa Manchama, zastavom se proglašava zastava Narodne ujedinjene stranke Sejšela.